# ČSD-Baureihe EMU 89.0
Als Baureihe EMU 89.0 (seit 1988 Baureihe 420.95) bezeichneten die früheren Tschechoslowakischen Staatsbahnen (ČSD) elektrische Triebwagen, welche für die in der Hohen Tatra gelegene meterspurige Elektrische Tatrabahn (Tatranská elektrická železnica, TEŽ) beschafft wurden.

## Geschichte
In den Jahren 1964 bis 1969 wurde die elektrische Tatrabahn einer umfassenden Modernisierung unterzogen, um den Anforderungen des wachsenden Touristenverkehrs zu entsprechen. Der Anlass für die Modernisierung der Strecke waren die Nordischen Skiweltmeisterschaften 1970. Neben der Erneuerung von Gleisen und Anlagen wurden auch neue Fahrzeuge beschafft.
Der bekannte Straßenbahnhersteller ČKD Tatra in Prag entwickelte für die Elektrische Tatrabahn einen achtachsigen Gelenktriebwagen. Der Prototyp wurde 1963 vorgestellt. In den Jahren 1968 und 1969 wurden die 17 Serienwagen ausgeliefert.
Die neuen Triebwagen bewährten sich und verdrängten die alten Züge aus Trieb- und Beiwagen vollständig aus dem planmäßigen Dienst.
Die 17 Serienfahrzeuge gelangten 1993 noch zur slowakischen ŽSR. Mit der Indienststellung der Baureihe 425.95 wurden die Fahrzeuge ab 2000 ausgemustert und verschrottet. 
Museal erhalten ist die Einheit 420 959 (EMU 89.009). Im Sommer 2018 wurde das Fahrzeug wieder betriebsfähig aufgearbeitet und in den Ursprungszustand zurückversetzt.

## Technische Merkmale
Die Triebwagen sind dreiteilige Gelenkwagen, die Gelenke stützen sich auf zwei Jakobs-Drehgestelle. Alle Radsätze sind mit Einzelachsantrieben ausgerüstet. Die Wagenkästen sind Stahlschweißkonstruktionen. Die Einstiege in Form von druckluftbetätigten Doppelfalttüren liegen in den Endwagenkästen. Hinter einem Führerstand gibt es einen Gepäckraum mit zusätzlichen Ladetüren. Der Führerstand am anderen Ende weist nach außen aufschlagende Führerstandstüren auf. Die Fahrgasträume sind durch Zwischenwände mit Fenstern von den Einstiegsräumen getrennt, zwischen Einstiegsraum und dem Gelenk liegt ein Traglastenraum mit Skihaltern. Die Seitenfenster sind weit zu öffnende, rahmenlose Senkfenster.
Die Triebwagen sind mit manuell zu kuppelnden, für die tschechoslowakischen Straßenbahnbetriebe typischen Mittelpufferkupplungen ausgerüstet. Die Vielfachsteuerung erlaubt das Kuppeln von zwei Einheiten. Die Scherenstromabnehmer liegen straßenbahntypisch an den Führerstandsenden.